# Energiehandel
Als Energiehandel bezeichnet man allgemein den Handel mit unterschiedlichen Arten der Energie auf dem Energiemarkt. Der Handelswert der verschiedenen Energieformen schwankt stark sowohl durch Angebot und Nachfrage als auch durch die Eigenschaften des Stoffes.

## Energiehandel mit verschiedenen Energieträgern

### Strom
Strom wird in standardisierten Produkten sowohl an der Börse als auch in weit größerem Umfang OTC gehandelt. Der Handel erfolgt als Laufender Handel für Spot- und Terminprodukte. Weiterhin wird für die europäischen Strommärkte am European Energy Exchange (EEX) täglich über die EPEX Spot Auktion ein im Idealfall europaweit einheitlicher Preis für jede der 24 Stunden des Folgetages ermittelt.

### Holz
Holz wird in Industrieländern traditionell vorrangig stofflich verwertet. Eine energetische Verwendung erfolgt traditionell im Haushaltssektor als Heizmaterial beispielsweise im Kamin (siehe Holzpellets).
In Folge der Förderung durch das Erneuerbare Energien Gesetzes (EEG) erlangte die energetische Nutzung von Holz zur Stromerzeugung in Biomassekraftwerken in Deutschland eine größere Bedeutung. Infolge stieg die energetische Nutzung von Holz dort in den Jahren von 2005 bis 2011 stark an und lag 2011 bei rund 70 Mio. Kubikmeter (inkl. Altholz, Garten- und Landschaftspflegeholz) und übertraf 2010 erstmals geringfügig die stoffliche Nutzung. In den Jahren 2008 und 2010 mit ihren lang anhaltenden Wintern setzten auch Haushalte verstärkt Holz zur Wärmeerzeugung ein. Weiterhin führten steigende Holzpreise und die konjunkturelle Schwäche infolge der Wirtschafts- und Finanzkrise 2008 zu einem Rückgang der stofflichen Nutzung.
Die Landesforstämter veröffentlichen regelmäßig mit Holzaufkäufern erzielte Preise. Diese haben im Markt Richtwertcharakter.

### Braunkohle
Braunkohle ist eine Kohle, die nicht nur einen hohen Wassergehalt hat, sondern auch einen im Vergleich zur Steinkohle niedrigen Energiegehalt. Dafür kann Braunkohle, vor allem in Deutschland, in Tagebauen gefördert werden, was Kostenvorteile gegenüber den Fördermethoden der Steinkohle schafft. Weil der Transport in Relation zum Energiegehalt sehr teuer ist, befinden sich die meisten Kraftwerke in der Nähe der Lagerstätten. Die Kraftwerke und die Lagerstätten gehören oftmals zum gleichen Energieunternehmen.
In Deutschland werden in den Haushalten etwa sieben Prozent Braunkohle verheizt.
Braunkohle wird selten gehandelt. Kraftwerksbetreiber sind in der Regel Eigentümer des zugehörigen Abbaugebietes. Müssen Preise für Braunkohle kalkuliert werden, zum Beispiel im Rahmen langfristiger Lieferverträge für Strom oder Fernwärme, so erfolgt dies in der Regel kostenbasiert und die betreffenden Preise enthalten Inflationsindizes, Investitionsgüterindizes, Tariflohnsteigerungen und dergleichen, um Kostensteigerungen der Braunkohlegewinnung in der Zukunft abzubilden.

### Steinkohle
Steinkohle wird sowohl global durch Staaten und einzelne Unternehmen als auch national durch Konzerne gehandelt. Hauptexporteure dieser Ware sind Australien, Indonesien, China, Südafrika, Russland, Kolumbien und Venezuela. Bei Steinkohle sind die wichtigsten Aspekte der Aschegehalt, der Heizwert und der Anteil der leichtflüchtigen Stoffe sowie der Schwefelgehalt.
Steinkohle wird als Kessel- und Kokskohle auf unterschiedlichen globalen Märkten gehandelt.
Kesselkohle
Die für den Einsatz in Kraftwerken bestimmte Kesselkohle muss besondere Qualitäten aufweisen. Sie befindet sich in einem Substitutionswettbewerb, da sie mit anderen Energieformen konkurrieren muss, welche ebenfalls zur Herstellung von elektrischen Strom genutzt werden können. Die bei diesem Prozess freiwerdende Wärme spielt hierbei nur eine untergeordnete Rolle, da sie als Fernwärme genutzt werden kann. In den meisten deutschen Haushalten wird aus Gesundheits-, Umwelt- und Bequemlichkeitsgründen nicht mehr mit Kohle geheizt. Die Steinkohle wurde als Hausbrand vor allem von den Energieträgern Erdöl und Erdgas abgelöst.
In vielen Entwicklungs- und Schwellenländern wie China heizt immer noch ein Großteil der Bevölkerung mit Kohle. Dies führt beispielsweise zu Wintersmog-Situationen und saurem Regen.
Kokskohle
Kokskohle wird in Kokereien zu Koks veredelt, der zur Stahlherstellung benötigt wird. Im Gegensatz zur Kesselkohle, bei der es überwiegend auf den Energiehalt ankommt, sind hier Eigenschaften gefragt, die einen stabilen und großstückigen Koks ergeben (Plastizität, Fluidität, Bläh- und Backverhalten). Kokskohle ist weltweit knapp und damit erheblich teurer als Kesselkohle. Der Preis der Kokskohle hängt auch von der Stahlkonjunktur ab, so sinkt er in Zeiten geringer Nachfrage nach Stahl und steigt in Boomzeiten.

### Erdöl
Für die Handelsware Erdöl besteht weltweit ein Handelsmarkt, der so genannte Rohölmarkt. Daneben werden sowohl Öl als auch seine Derivate national gehandelt. Beim Öl ist ein Teilmonopol gegeben, da neben den OPEC-Staaten nur wenige andere Nationen, wie beispielsweise Russland, Öl exportieren.
Der Ölpreis richtet sich vor allem nach dem Verhältnis von Angebot und Nachfrage, die in den vergangenen Jahren stark angestiegen ist. Im gleichen Zeitraum wurde jedoch nicht im selben Umfang mehr Öl gefördert, was zur Folge hatte, dass sich der Ölpreis von beispielsweise 40 Dollar pro Barrel im Jahr 2004 auf 78 Dollar im Jahr 2006 fast verdoppelt hat.
Die Förderkosten liegen weit unter dem Preis, der an den Börsen gehandelt wird. Jedoch ist auch hier eine Differenzierung nötig, da Erdöl beispielsweise aus Saudi-Arabien günstiger zu fördern ist als solches, welches über Offshore-Plattformen gefördert oder aus Ölsanden gewonnen wird.
Einen wesentlichen Einfluss auf den Erdölpreis hat das Kursverhältnis zum US-Dollar. Verliert beispielsweise der Dollar gegenüber dem Euro an Wert, müssen die Euro-Länder für ihre Ölimporte einen geringeren Eurobetrag bezahlen.

### Erdgas
Erdgas ist derzeit der größte Konkurrent für den Energieträger Erdöl. Es kann fast so leicht wie Erdöl transportiert und auch dezentral genutzt werden, eignet sich aber auch für zentrale Energiewandler. Die größten Abnehmer für Erdgas sind Kraftwerke (Stromerzeugung), die Industrie (Heizung) und Haushalte (ebenfalls Heizung). Der Anteil der in Deutschland mit Erdgas beheizten Wohnungen stieg von 16 Prozent (1975) auf 48 Prozent (2005).
Die Distribution von Erdgas in Deutschland und Europa wurde mit Beginn des 21. Jhdts ebenso wie der Strommarkt neureguliert. Auch hier wurden Teile der Wertschöpfungskette wettbewerblich organisiert (siehe Energiemarkt). Die Förderung von Erdgas unterliegt allerdings, ähnlich wie Erdöl, einer Oligopol- bis Monopolstruktur seitens der Anbieter, da es nur in weniger als 15 Ländern gefördert wird. Der Wirtschaftsraum Europa wird vor allem mit Gas aus Russland, Norwegen und zu geringen Teilen den Niederlanden und dem Mittelmeerraum beliefert.
Der Handel von Erdgas ist im Gegensatz zum Ölhandel netzgebunden. Erdgas wird meist über Pipelines oder durch Schiffe, hier in komprimierter Form, transportiert, Erdöl hingegen unkomprimiert mit Tankern. Damit die enormen Investitionskosten beim Bau der Infrastruktur gedeckt werden können, spielen langfristige Importverträge mit Ölpreisbindung und Take-or-Pay-Klauseln im Erdgashandel eine große Rolle.
Bis vor wenigen Jahren folgte somit die Preisbildung beim Erdgas dem Preis des Öls mit einer Verzögerung von wenigen Monaten. Durch die Etablierung von Handelsmärkten für Erdgas, durch den Bau neuer Pipelines und die Förderung von Schiefergas wird jedoch spätestens seit 2010 eine Entkopplung von Erdgas- und Erdölpreisen beobachtet.

### Fernwärme
Als Fernwärme oder Fernheizung wird eine Wärmelieferung zur Versorgung von Gebäuden mit Raumwärme und Warmwasser bezeichnet. Fernwärme entsteht als Abwärme bei der Stromerzeugung und wird über ein Fernwärmenetz verteilt. Fernwärmenetze können auch mit Solarthermie, Geothermie, der Nutzung von Abwärme aus Industrieprozessen oder über die Nutzung von Umgebungswärme gespeist werden. Fernwärmelieferverträge an Stadtwerke oder Endverbraucher wie Wohnungsgenossenschaften sind meist langfristig und an transparente öffentliche Preise wie Öl- oder Gaspreise gekoppelt. Üblich sind auch Take-or-Pay-Klauseln. 